# Bostar
Bostar est un général carthaginois du IIIe siècle av. J.-C.

## Biographie
Il est chargé avec Hamilcar et Hasdrubal de repousser l'invasion de Régulus. Il perd la bataille d'Adys en 256 av. J.-C. et est égorgé par ses propres mercenaires.